# Androsace ciliifolia
Androsace ciliifolia là một loài thực vật có hoa trong họ Anh thảo. Loài này được Ludlow mô tả khoa học đầu tiên năm 1956.